# Aimé Bonpland

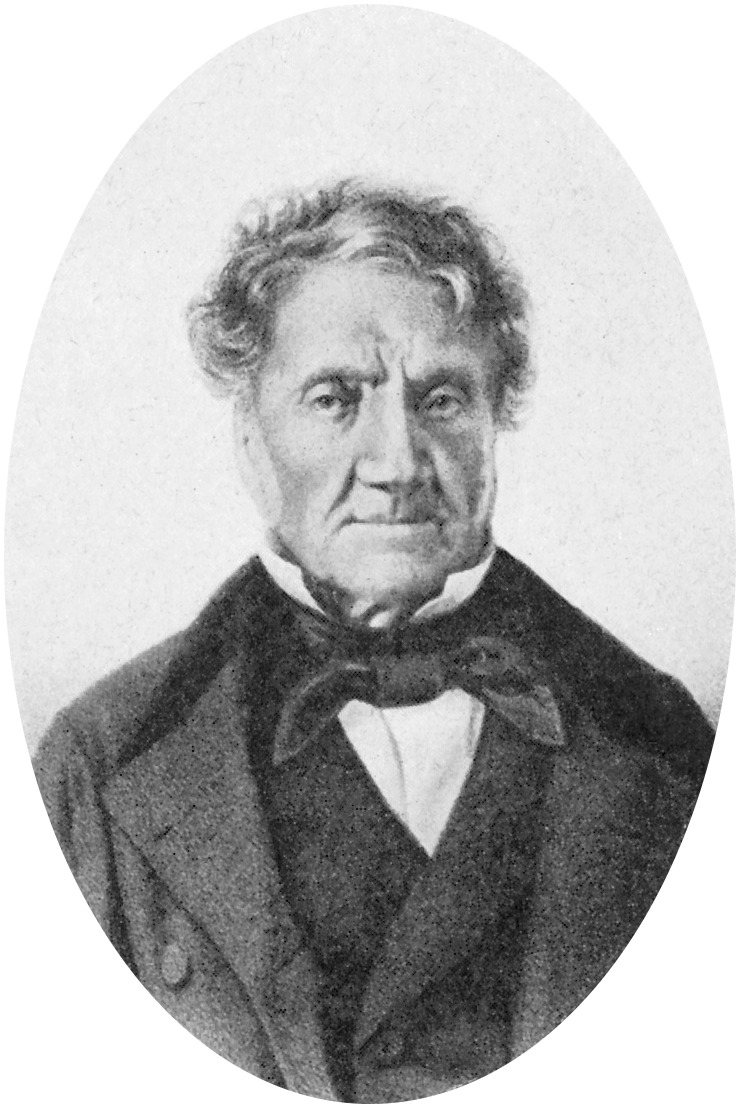
Aimé Bonpland

Aimé Jacques Alexandre Bonpland (eigentlich Goujaud; * 29. August 1773 in La Rochelle, Frankreich; † 11. Mai 1858 in Santa Ana (heute Bonpland), Departamento Paso de los Libres, Provinz Corrientes, Argentinien) war ein französischer Naturforscher. Sein offizielles botanisches Autorenkürzel lautet „Bonpl.“.

## Leben

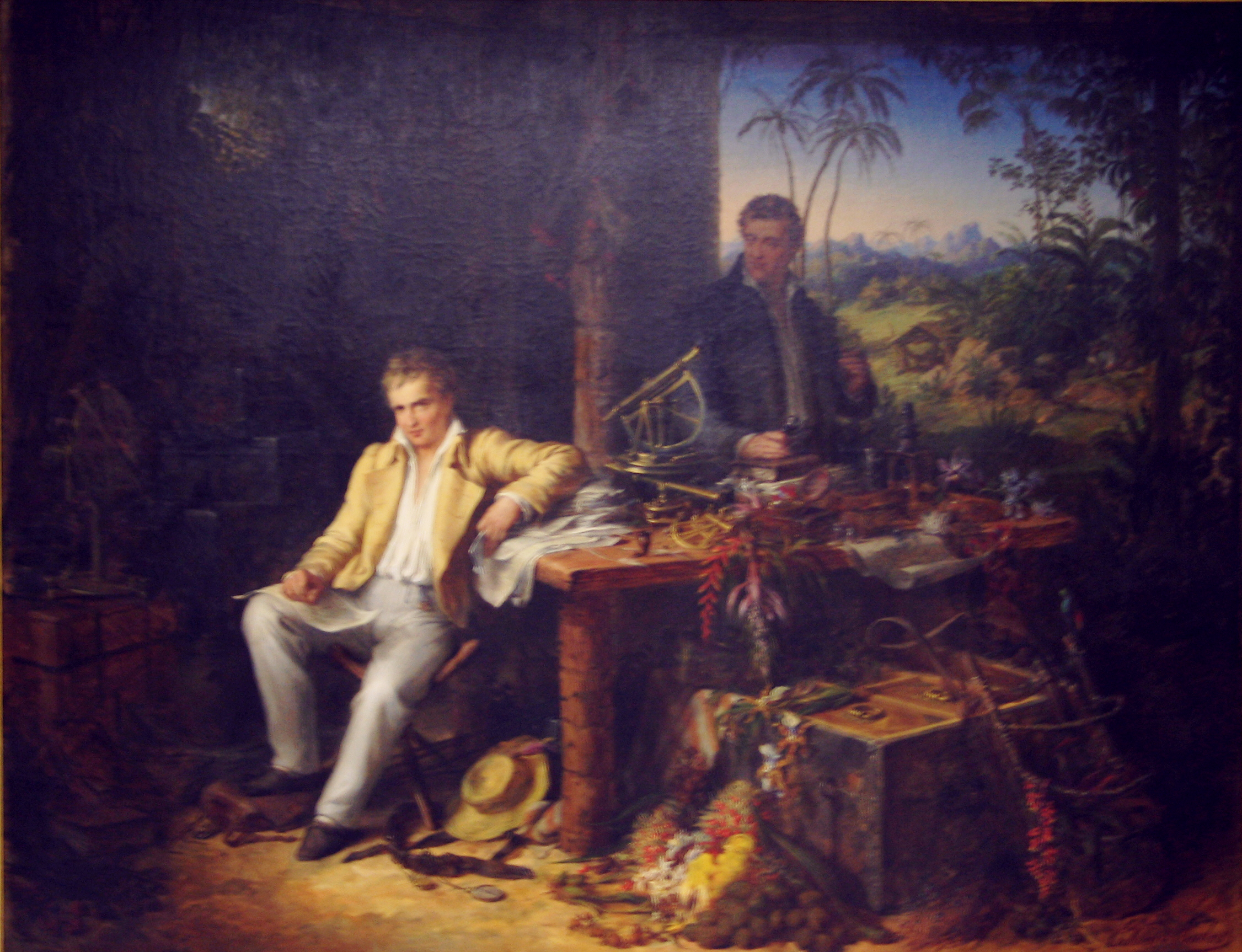
Alexander von Humboldt und Aimé Bonpland am Orinoco, Gemälde von Eduard Ender, 1856

### Jugend und Ausbildung (1773–1798)
Bonpland stammte aus einer Arztfamilie. Sein Vater war Simon-Jacques Goujaud-Bonpland (geb. um 1742), Arzt und Direktor des Hospitals de la Charité in La Rochelle. Seine Mutter Marguerite-Olive de la Coste war die Tochter eines Schiffskapitäns. Bonpland war das vierte Kind seiner Eltern. Sein Bruder Jaques-Aimé, 1769 geboren, starb wenige Monate nach der Geburt. Zum Gedenken an ihn bekam Bonpland dessen Vornamen. Am 3. September 1770 wurde sein Bruder Michel-Simon geboren und am 19. August 1771 seine Schwester Elisabeth-Olive.
Bonpland wurde am 29. August in der Kirche der Pfarrei Saint-Barthélémy auf den Namen Aimé Jacques Alexandre Goujaud getauft.
Der Name „Bonpland“, den er sein Leben lang trug, geht auf eine Familienlegende zurück. Michel Goujaud, der Großvater, soll, als er von der Geburt seines Sohnes Simon erfuhr, gerade damit beschäftigt gewesen sein, Weinreben auf seinem Grundstück in Saint-Maurice zu pflanzen. Er soll ausgerufen haben, dass sein Sohn als „bon-plant“ als „guter Setzling“ gekommen sei. Diese Legende wird häufig auch von Bonpland und seinem Vater erzählt, aber der Beiname Bonpland wurde schon seit 1778 bei Unterschriften von Bonplands Vater Simon verwendet.
Aimé Bonpland besuchte das Gymnasium von La Rochelle und folgte 1791 fast 18-jährig seinem Bruder, der dort bereits Medizin studierte, in das unruhige Paris der Französischen Revolution. Sie studierten bei zwei der berühmtesten Ärzte dieser Zeit, bei Jean-Nicolas Corvisart und bei Pierre-Joseph Desault.
Neben dem Medizinstudium entwickelten die Goujaud-Brüder eine Vorliebe für Botanik. Und sie wurden auch hier von berühmten Wissenschaftlern unterrichtet: von Jean-Baptiste de Lamarck, René Desfontaines und Antoine Laurent de Jussieu, die sie vor allem im Naturhistorischen Museum von Paris (Muséum national d’histoire naturelle) und im Jardin des Plantes trafen. Der Botaniker Jussieu etablierte Aimés Beinamen Bonpland, da er den älteren Bruder Goujaud und den jüngeren Bonpland nannte. Die Goujaud-Brüder mussten 1794/95 ihr Studium unterbrechen, um ihren Kriegsdienst abzuleisten. Aimé Bonpland wurde dem Marine-Hospital von Rochefort zugewiesen, wo er ein Chirurgendiplom erwarb. Zeitweise war er als Arzt auch auf dem Kriegsschiff Ajax eingesetzt, das in Toulon stationiert war.

### Zusammentreffen mit Alexander von Humboldt (1798)
Bonpland blieb nach seinem bestandenen Examen in Paris, weil er vom Direktorium des Naturkundemuseums ausgewählt wurde, als einer von zwei Naturforschern an der geplanten Forschungsreise von Nicolas Baudin teilzunehmen. Auch Humboldt hatte geplant, an dieser Reise teilzunehmen, die dann wegen des Kriegs in Italien verschoben wurde.
Das Zusammentreffen der beiden im Hôtel Boston, in der Rue Colombier Nr. 7 beschrieb Humboldt folgendermaßen: „Sie wissen, dass, wenn man beim Ausgehen seinen Schlüssel abgibt, man mit der Frau des Portiers stets einige freundliche Worte wechselt. Dabei begegnete ich oft einem jungen Manne mit einer Botanisirtrommel, das war Bonpland; so wurden wir bekannt.“
Humboldt war sich der Tragweite der Entscheidung bewusst, Bonpland zum Reisebegleiter zu wählen. Über den Abschied von seinem Bruder Wilhelm von Humboldt und dessen Frau Caroline von Humboldt, bei dem Bonpland bereits anwesend war, trug Humboldt unter anderem in sein Tagebuch ein: „Ich sah mir B(onpland) an mit dem ich eine so weite Reise unternehmen sollte. Welche Verheirathung.“

### Forschungsreise mit Alexander von Humboldt (1798–1804)
Aimé Bonpland, der später bei allen seinen Reisen zumindest Notizen aufzeichnete, hat leider während der amerikanischen Forschungsreise mit Humboldt entweder nichts festgehalten oder es sind keine Unterlagen erhalten geblieben. So kann nur auf Humboldts Reisetagebuch und seine veröffentlichten Reisebeschreibungen zurückgegriffen werden.
Auf der Suche nach einer Mitfahrgelegenheit und damit einem Reiseziel, reisten Humboldt und Bonpland von Paris über Marseille, Toulon und Valencia nach Madrid. Bonpland hatte bei der Auswahl eines geeigneten Schiffes durchaus ein Mitspracherecht. Humboldt berichtet in seinem Tagebuch aus Toulon: „Wir liefen in den Hafen um die Speranza (das 2mastige Schiff des Ragusaners) zu besehen. Ich fand wie gewöhnlich alles wunderschön. Ein alter Matrose, der sehr reines italienisch sprach, bewillkommnete uns sehr höflich. B(onpland) fand alles sehr schweinisch, in der That war auch eine schwarze Sau in dem Zimmer welches man uns einräumen wollte.“
Während der ganzen Anreise nach Madrid und weiter zum Abfahrtshafen La Coruña etablierte sich die Arbeitsteilung, die Humboldt und Bonpland die ganze Reise über beibehielten. Humboldt arbeitete mit seinen Messinstrumenten und Bonpland botanisierte, wobei Humboldt durchaus Bonpland beim Botanisieren unterstützte und Bonpland beim Aufstellen und Justieren der Messinstrumente half. Hier und während der ganzen amerikanischen Reise und noch einige Jahre darüber hinaus, blieben Humboldt und Bonpland allerdings beim förmlichen Sie (vous), was im Französischen nicht so ungewöhnlich ist.
Was Humboldts Messinstrumente betraf, erlebten sie schon bei der Ankunft in Marseille, was ihnen auf ihrer gemeinsamen Reise noch des Öfteren passierte: „…, ein fürchterlicher Anblik, der Theodolith in Stükken, eben so das éboulloir u fast alle Thermometer.“ Humboldt hielt im Tagebuch fest: „Ich war einige Stunden lang beschäftigt, zerbrochene Instrumente auszupakken. B(onpland) verlor mehr den Muth, als ich. Ein Spazirgang am Hafen ließ mich alles vergessen.“ In Madrid erreichte Humboldt, dass für ihn ein Pass für die spanischen Kolonien bewilligt wurde. In diesem Pass wurde Bonpland als Sekretär Alexandro Bonpland eingetragen. Als Franzose hätte er keinen eigenen Pass erhalten.
Schon in Spanien hatte Bonpland ein botanisches Journal begonnen. Hier und während der ganzen Amerikareise wurden konsequent Pflanzen und einige Tierbeschreibungen durchnummeriert: 1 bis 4528 für die Pflanzen, 1 bis 33 für die Tiere. Zur jeweiligen Nummer wurde eine vorläufige Bestimmung angegeben. War diese nicht möglich, wurde ein Freiraum gelassen. Dann folgten die Beschreibung und in der Regel eine Fundortangabe. Diese Arbeitsmethode war für die damalige Zeit sehr ungewöhnlich und half später, die botanische Sammlung zu ordnen und Pflanzen systematisch zu bestimmen.
Humboldt nannte dieses botanische Journal „Bonplands Buch“; über 60 % der Einträge stammen von diesem.
Nach ihrer Ankunft im südamerikanischen Cumana waren Humboldt und Bonpland von der exotischen Flora und Fauna begeistert. Humboldt berichtete seinem Bruder Wilhelm: „Wie die Narren laufen wir bis itzt umher; in den ersten drei Tagen können wir nichts bestimmen, da man immer einen Gegenstand wegwirft, um einen anderen zu ergreifen. Bonpland versichert, dass er von Sinnen kommen werde, wenn die Wunder nicht bald aufhören.“
An seinen Freund Wildenow schrieb Humboldt: „Mit meinem Reisegefährten Alexandre Bonpland bin ich überaus zufrieden. Es ist ein würdiger Schüler Jussieu’s, Defontaine’s u besonders des alten wunderlichen Richard’s (der wohl der beste Botanist in Paris ist)[.] Er ist überaus thätig, arbeitsam, sich leicht in Sitten u Menschen findend, spricht sehr gut spanisch, ist sehr muthvoll u unerschrokken. Er hat vortrefliche Eigenschaften eines reisenden Naturalisten.“ Als Instrumente zum Botanisieren und zum Erstellen tierischer Präparate verwendete Bonpland Lupen, Sezierbesteck und ein zusammengesetztes, also mehrlinsiges, Mikroskop der Firma Hofmann aus Leipzig.
Bonplands Unerschrockenheit erwähnt Humboldt, der nicht schwimmen konnte, auch besonders in einem Tagebucheintrag, als ihr Boot am 6. April 1800 auf dem Orinoco beinahe kenterte. Bonpland hätte sie beide sicher ans Ufer gebracht, da gerade keine Krokodile in der Nähe waren.
Eine wichtige Station der amerikanischen Reise war für Bonpland der Aufenthalt in Bogotá 1801. Hier konnte er sich von einem heftigen Fieber erholen, das ihn nach der Erforschung des Rio Casiquiare befallen hatte. Hier lernte er auch José Mutis kennen, den berühmtesten Botaniker Spaniens, und konnte dessen riesige Pflanzensammlung studieren und mit seinen eigenen Funden vergleichen. Er traf auch einige junge Männer, die von den Idealen der Aufklärung und der französischen Revolution beseelt waren. Bonpland pflegte mit ihnen künftig anhaltend enge Kontakte.
Nach der Reise teilten Humboldt und Bonpland die riesige botanische Sammlung (35 Transportkisten mit fast 60.000 Pflanzenproben) in 3 Teile. Einen Teil vermachten sie dem Jardin des Plantes. Bonpland wurde als Anerkennung seiner Sammeltätigkeit vom französischen Staat eine jährliche Pension von 3000 Franc gewährt. Das botanische Journal und einen umfangreichen Teil der Sammlung behielt Bonpland. Ein dritter Teil der Sammlung wurde Humboldts Freund, dem Botaniker Carl Ludwig Willdenow übergeben, der schon während der Reise Lieferungen erhalten hatte.
Entsprechend Humboldts Publikationsplan sollte Bonpland die Sammlung auswerten und systematisch geordnet als sogenannte Partie 6 Botanique veröffentlichen. Da eine Sortierung des Materials zunächst zu viel Zeit gekostet hätte, wurde ein erster Band unter dem Titel Plantes équinoxiales erstellt, in dem die bemerkenswertesten Pflanzen beschrieben wurden. Die Veröffentlichung wurde dem Botaniker José Mutis gewidmet. Bonpland arbeitete dann am zweiten Band, der Pflanzenbeschreibungen der Gattung Schwarzmundgewächse (Melastomataceae) enthalten sollte. Dieses Projekt kam ins Stocken, als Bonpland 1808 Verwalter der Schlösser Malmaison und Navarra wurde. Humboldt konnte seinen Freund Willdenow als Unterstützer gewinnen, der aber zunächst so mit dem Sortieren des Pflanzenmaterials beschäftigt war, dass er auch nichts publizierte. Aber auch Bonpland musste für die Beschreibung der Schwarzmundgewächse wissenschaftlich arbeiten und in Abstimmung mit namhaften Botanikern Klassifikationsmerkmale festlegen. Die Veröffentlichung dieses zweiten Bandes zog sich bis 1823 hin. Um die Arbeit zu beschleunigen, lud Humboldt Bonpland 1807 nach Berlin ein. Die Zusammenarbeit mit Willdenow, der sich stark am System Linnés orientierte, war nicht erfolgreich, aber Humboldt und Bonpland wechselten in dieser Zeit ihre Anrede vom förmlichen vous zum persönlicheren tu.
Willdenow starb 1812 und Humboldt konnte dessen Schüler Carl Sigismund Kunth gewinnen, der von 1815 bis 1825 die Beschreibung der gesammelten Pflanzenarten „über 4500 an der Zahl, unter denen 3600 neu, in 7 Foliobänden herausgab.“ Bonpland hielt bis zu seinem Lebensende an dem Plan fest, seine Pflanzenfunde auch selbst zu beschreiben, „da niemand die Manuskripte und Notizen von anderen veröffentlichen kann“.

### Botaniker von Malmaison und Navarra (1804–1814)
Schon kurz nach ihrer Rückkehr von der Südamerika-Reise wurden Humboldt und Bonpland im Oktober 1804 von der Impératrice Joséphine Bonaparte zu einem Empfang auf Schloss Malmaison eingeladen. Sie übergaben der Pflanzenliebhaberin mitgebrachte Samen und Pflanzen. Bonpland besuchte in der Folgezeit häufig die Gärten und Gewächshäuser, um das Keimen und Wachsen der Pflanzen zu verfolgen. Als im August 1808 Joséphines Botaniker Étienne Pierre Ventenat überraschend starb, ernannte sie Bonpland zum Verwalter der Gärten. Er erhielt von ihr den Auftrag, Ventenants Projekt fortzusetzen, der mit dem Werk Jardin de la Malmaison die seltenen und auch Botanikern unbekannten Pflanzen, die aus allen Gegenden der Erde kamen und in Joséphines Gärten wuchsen, beschrieben hatte. Bonpland nannte die Pflanzenbeschreibungen, die er in der Folgezeit erstellte, Description des plantes rares cultivées à Malmaison et à Navarre. Wie auch schon bei Ventenant wurden Bonplands Pflanzenbeschreibungen vom besten Kupferstecher dieser Zeit Pierre-Joseph Redouté illustriert und auf bestem Pergament gedruckt.
Bonpland betreute nicht nur die Gärten und Gewächshäuser (so unter anderem auch das Große beheizbare Gewächshaus – Grande Serre Chaude), als Intendant von Malmaison und Navarra war er auch für die Menagerie, die Bauerngüter, die Domänenabrechnung und die Bibliothek zuständig. In der Menagerie wurden unter anderem Lamas, Kängurus, Hirsche, Emus, ein Gnu, ein Orang-Utan-Weibchen, Papageien und zwei schwarze Schwäne gehalten. Die Bauerngüter dienten, anders als noch bei Marie-Antoinette, nicht dem Amüsement, sie wurden richtig bewirtschaftet. Es gab ein Schweizer Bauernhaus, Kuhställe, eine Molkerei und ein Schäferhaus. 1809 erhielt Joséphine aus Spanien eine große Herde von wertvollen Merinoschafen. Bonpland befasste sich eingehend mit deren Haltung und Zucht. Kenntnisse, die ihm später in Argentinien noch von Nutzen sein würden.
In Malmaison lernte Bonpland seine vorübergehende Lebensgefährtin kennen. Es war die 18 Jahre jüngere Adeline Boyer. Diese war mit 15 Jahren verheiratet worden und flüchtete 1809 kurz vor der Geburt ihrer Tochter Emma vor ihrem Ehemann in ein Kloster. Joséphine nahm sie und ihre Tochter 1811 in Malmaison auf. Bonpland versuchte, sie seinem Bruder und seiner Schwester vorzustellen, diese weigerten sich aber, sie kennenzulernen. Adeline schaffte es nicht, eine Scheidung von ihrem Ehemann zu erreichen. Sie starb 1871 laut ihrer Sterbeurkunde als „Boyer-Witwe“. Bonpland hatte also nie geheiratet.
Nach der Scheidung Joséphines von Napoleon am 10. Januar 1810 wurden die Verhältnisse in Schloss Malmaison ungemütlich. Der komplette Hofstaat Josephines, ca. 200 Personen, musste dort einquartiert werden. Napoleon benannte auch einen Generalintendanten namens Casimir Guyon de Montivault, der dafür zu sorgen hatte, dass die Budgets eingehalten wurden. Bonpland musste nun für jede Abrechnung und Anschaffung Belege vorlegen, bei Abweichungen wurde er gemaßregelt.
Joséphine starb überraschend am 29. Mai 1814. Bonpland war an ihrem Sterbebett und bei ihrer Beerdigung. Das Inventar der Schlösser, inklusive der wertvollen Pflanzen, wurde verkauft. Bonpland beschloss, dort nicht mehr weiter tätig zu sein, sondern nach Südamerika auszuwandern.

### Auswanderung nach Argentinien (1814–1820)
Nachdem Adeline nun nicht mehr unter dem Schutz von Joséphine stand, brachte Bonpland sie und ihre Tochter Emma außerhalb des Einflussbereichs ihres Ehemanns nach London. Er selbst besuchte dort die großen Gärtnereien, wie zum Beispiel Lee und Kennedy in Kensington, mit denen er schon als Botaniker von Malmaison geschäftliche Beziehungen hatte. Er traf sich aber auch mit namhaften Botanikern und Naturforschern wie Sir Joseph Banks, John Lindley und Robert Brown, mit dem er die Sammlungen von Kew Gardens begutachtete.
Während Adeline in London zurückblieb, pendelte Bonpland einige Male zwischen Paris und London. Er knüpfte in dieser Zeit enge Verbindungen mit südamerikanischen Libertadores, wie Francisco Antonio Zea, Bernardino Rivadavia, Manuel de Sarratea und Manuel Belgrano. Es gibt Hinweise darauf, dass Bonpland von ihnen beauftragt wurde, Geld, Bücher, eine Druckerpresse und vielleicht sogar Waffen zu beschaffen.
Sowohl von Simon Bolivar, als auch von seinen argentinischen Freunden erhielt Bonpland Einladungen, nach Südamerika überzusiedeln. Da Bolivar gerade in einen sehr blutigen Bürgerkrieg verwickelt war, entschied er sich für das noch relativ friedliche Buenos Aires. Am 23. November 1816 bestieg Bonpland in Begleitung von Adeline, Emma, zwei Gärtnern und mit vielen Baumschösslingen und Samen im Hafen von Le Havre die Brigg San Victor. Am 29. Januar erreichten sie die Bucht von Buenos Aires. Bonpland und seine kleine Familie wurden von der Gesellschaft in Buenos Aires freundlich aufgenommen. Ihre Ankunft wurde sogar in den örtlichen Zeitungen vermerkt und sie wurden häufig zu Veranstaltungen (Tertulias) in die Salons der besseren Gesellschaft eingeladen.
Da seine politischen Freunde nun stark in die politischen Machtkämpfe zwischen argentinischen Zentralisten und Föderalisten verwickelt waren, gingen Bonplands Hoffnungen auf ein Naturkundemuseum, eine Professur und einen Botanischen Garden nicht in Erfüllung. Im Juli 1818 wurde er zwar zum Professor für Naturgeschichte ernannt, allerdings ohne Gehalt und ohne Räume.
Er legte außerhalb der Innenstadt von Buenos Aires einen Garten an und lebte vom Verkauf der dort angebauten Früchte. Er beschäftigte sich aber auch mit kleinindustriellen Verfahren wie der Färberei, Seifenherstellung und Gerberei, die alle auch für ihn als Botaniker interessant waren. Sein besonderes Interesse galt aber dem Lieblingsgetränk der Argentinier, dem Mate-Tee, der vor allem aus Paraguay nach Buenos-Aires geliefert wurde. Seine Nachforschungen nach der Mate-Pflanze zeigten, dass es im Raum der La Plata-Mündung keine größeren Vorkommen gab.

### Gefangenschaft in Paraguay (1820–1831)
Im Herbst 1820 beschloss Bonpland, den Rio Paraná hinauf zu reisen und die Geschäftsmöglichkeiten in der Provinz Corrientes zu erkunden. Schiffe aus Buenos Aires blockierten gerade auf dem Paraná die Exporte aus Paraguay, da man diesen Staat als abtrünnige argentinische Provinz einstufte. Eine einheimische Produktion von Mate-Tee erschien als gutes Geschäft. Bonpland interessierte sich deshalb besonders für die ehemaligen Jesuiten-Reduktionen, die in der heutigen nördlichsten argentinischen Provinz Misiones lagen. Die Jesuiten waren 70 Jahre zuvor von den Spaniern aus dem Land gewiesen worden, da ihre Niederlassungen von den Großgrundbesitzern als starke Konkurrenz empfunden wurden. In diesen Niederlassungen waren auch große Mate-Plantagen angelegt worden, deren Reste Bonpland untersuchen wollte. Er ließ Adeline und Emma in Buenos Aires zurück, ohne zu ahnen, dass er sie nie mehr sehen würde.
Die Zeit von Oktober 1820 bis Mai 1821 verbrachte er in Corrientes, der Stadt am Zusammenfluss von Rio Paraná und Río Paraguay, dann untersuchte er die verwilderten Mate-Wälder, die zwischen dem Ort Candelaria und der ehemaligen Jesuiten-Reduktion Santa Ana lagen. Er war zuversichtlich, dass diese wieder wirtschaftlich genutzt werden könnten und begann mit indianischen Arbeitskräften die Plantage (den Yerbal) zu säubern. Er war sich bewusst, dass er auf einem Landstrich arbeitete, den Paraguay für sich beanspruchte, hoffte aber wohl auf eine Verständigung. Da der Rio Paraná von den Argentiniern blockiert war, führte die einzige offene Handelsroute von Paraguay nach Brasilien durch diese heutige Provinz Misiones.
Am 8. Dezember 1821 wurde Bonplands Niederlassung von 400 Soldaten aus Paraguay überfallen. Seine Arbeiter wurden getötet oder vertrieben. Er selbst wurde mit einer Kopfverletzung nach Santa Maria de Fe (einer weiteren ehemaligen Jesuiten-Reduktion) in Paraguay gebracht. Der Alleinherrscher von Paraguay José Gaspar Rodríguez de Francia begründete die Militäraktion gegenüber dem Schweizer Naturforscher Rengger, der ebenfalls von ihm gefangen gehalten wurde, damit, dass er eine Konkurrenz in der Mate-Produktion verhindern wollte und befürchtete, dass bei Candelaria ein strategischer Brückenkopf der Argentinier entstehen würde. Im Gegensatz zu Rengger wurde Bonpland nicht in die Hauptstadt Asunción gebracht. Francia wies ihm ein Stück Land auf einem Hügel (El Cerrito) bei Santa Maria de Fe zu. Von Provinzbeamten bewacht, wurde Bonpland hier fast 10 Jahre festgehalten.
Ohne Kontakt zu anderen Ausländern, ohne Bücher, zunächst mit nur wenigen Hilfsmitteln, begann er, sich eine Existenz aufzubauen. Er arbeitete als Arzt und Apotheker, widmete sich der Landwirtschaft, baute eine Branntwein- und Likörfabrik, ein Sägewerk, eine Schreinerei und eine kleine Klinik zur Behandlung von Kranken. Von den Einheimischen wurde er geliebt und respektiert. Es gab Versuche von Freunden, seine Freilassung bei Francia zu erreichen, die aber mehr geschadet als genutzt haben. Adeline bat Bolivar um Unterstützung. Dieser schrieb einen Brief an Francia, in dem er drohte, mit Truppen in die „Provinz“ Paraguay einzumarschieren, um Bonpland zu befreien. Auch Humboldt versuchte, Unterstützung in Frankreich zu gewinnen. Aber auch Frankreich erkannte Paraguay nicht als Staat an, sodass nur Privatinitiativen möglich waren, die von Francia, der keine Ausländer mehr nach Paraguay einreisen ließ, abgewiesen wurden.
So überraschend wie die Gefangennahme kam für Bonpland am 10. Mai 1829 die Aufforderung, Paraguay wieder zu verlassen. Er hatte Francia nie persönlich kennengelernt. Wegen diverser Formalitäten musste er in der Grenzstadt Itapua noch einmal fast zwei Jahre verbringen. Am 2. Februar 1831 konnte er schließlich den Paraná überqueren.

### Farmer, Forscher, Arzt und Vater im Bürgerkrieg (1831–1849)
Bonpland reiste mit 8 Karren, beladen mit seinen Habseligkeiten, auf der Handelsroute durch Misiones nach Brasilien zur ersten größeren Stadt São Borja (Bonpland verwendete die spanische Schreibweise San Borja), ebenfalls eine ehemalige Jesuiten-Reduktion. Er besiedelte außerhalb von San Borja eine freie Fläche von 2 ha, die er unter anderem mit Orangen-, Zitronen- und Quittenbäumen bepflanzte. Kaum angekommen erforschte er die nähere Umgebung, vor allem die nahe gelegenen Jesuiten-Reduktionen. Wegen einer Pocken-Epidemie in San Borja startete er eine Impfkampagne. Um seine vor der Paraguay-Reise zurückgelassenen Habseligkeiten einzusammeln, reiste er 1832 nach Corrientes und weiter nach Buenos Aires. Er bemühte sich, seine Rente aus Frankreich wieder zu erhalten, wechselte Briefe mit Humboldt und vielen anderen Freunden und sandte 25 Kisten mit Pflanzen, Tieren und Mineralien an den Jardin des Plantes. Nach seiner Rückkehr aus Buenos Aires beschäftigte er sich intensiver mit Landwirtschaft und besuchte diverse Großgrundbesitzer in der Provinz Corrientes. 1836 unternahm er eine zweite Reise nach Buenos Aires. Er musste wieder einen Lebensnachweis für seine Rente nach Frankreich schicken, schrieb wieder viele Briefe, unter anderem an seine Schwester Olive und an Humboldt. An das Museum sandte er erneut 3 Kisten, eine mit Samen, eine zweite mit Gesteinen und eine dritte mit 250 Vögeln von 119 verschiedenen Arten.
Kurz vor der Rückreise kaufte Bonpland 30 reinrassige Merinoschafe, die er per Schiff, aber auch über Land, nach Corrientes brachte, wo er sie zunächst unterstellte. Er suchte jetzt nach geeigneten Farmgrundstücken.
Im Juni 1837 besichtigte er zum ersten Mal das Grundstück am Paso de Santa Ana, am Río Uruguay gelegen, auf dem er später bis zu seinem Tod leben würde. Er stellte ein Gesuch an die Provinzregierung von Corrientes, um das Land in Erbpacht zu erhalten. Erst 1841 erhielt er die offizielle Bestätigung, konnte aber schon vorher Tiere auf dem Land halten. Im November 1856 bekam er dieses Land schließlich von der Provinz Corrientes für seine Verdienste übereignet.
Nachdem es zwischen den argentinischen Provinzen immer wieder bewaffnete Auseinandersetzungen gegeben hatte, fanden im Jahr 1839 schließlich in allen Gegenden, in denen sich Bonpland bewegte, Gefechte statt. In Süd-Brasilien kämpften die sogenannten Farrapen gegen die Truppen der kaiserlichen Regierung in Rio de Janeiro. In Uruguay waren es Truppen der Hauptstadt Montevideo (die sogenannten Colorados), die Krieg gegen Truppen der Großgrundbesitzer im Landesinneren (die sogenannten Blancos) führten. Und auch in Argentinien kämpften Truppen der Provinzen gegen die Soldaten von Buenos Aires, das von Juan Manuel de Rosas regiert wurde, der hohe Inlandszölle für Waren aus den Provinzen festgelegt hatte. Nur 30 Kilometer von Bonplands Santa Ana entfernt stellte die Provinz Corrientes Truppen gegen das Heer von Rosas zusammen. Bonpland unterstützte die Truppen als Armeearzt.
Am 31. März 1839 fand schließlich die Schlacht am Fluss Pago Largo statt. Von den 5000 Soldaten aus Corrientes wurden 2000 getötet, 800 wurden gefangen genommen und bekamen anschließend die Kehle durchschnitten. Bonpland konnte entkommen. Vom Anführer der gegnerischen Truppen bekam er den guten Rat (buenos consejos), sich aus der Politik herauszuhalten und sich um die Geschäfte seiner Estancia zu kümmern. Auf der hatte er gewaltige Verluste zu verzeichnen. Die ca. 10.000 an der Schlacht beteiligten Kämpfer hatten Nahrung und Pferde zum Kämpfen benötigt. Bonpland verlor 5000 gekreuzte Merinos, 500 Rinder, 400 Stuten und 200 Pferde.
1840 behandelte Bonpland bereits wieder Soldaten aus Corrientes. Frankreich blockierte jetzt im Rahmen des Guerra Grande um Montevideo den Hafen von Buenos Aires und französische Kriegsschiffe patrouillierten auf dem Rio Paraná. Bonpland nutzte die Gelegenheit und reiste mit dem neuen Gouverneur von Corrientes Pedro Ferré, mit dem er eng befreundet war, auf einem dieser Schiffe nach Montevideo, wo er am 14. Mai 1840 ankam.
Er wohnte beim französischen Konsul in Montevideo und besuchte die französische Kriegsflotte, um Neuigkeiten direkt aus der Heimat zu erfahren. Außerdem schickte er wieder einen Lebensnachweis nach Frankreich und schrieb viele Briefe. Unter anderem an den Botaniker Charles François Brisseau de Mirbel, mit dem er immer wieder Samen austauschte. Weitere Briefe gingen an seinen alten Freund, den Schweizer Botaniker Augustin-Pyrame de Candolle und an seine Schwester Olive, der er gestand, dass er seine Familie in Frankreich sehr vermisste.
Im Dezember 1840 besuchte er erneut Montevideo. Als Militärarzt und Informationsträger, der sich auch um Waffenanfragen, Ausrüstungskäufe und Geldtransporte für die Anführer der Anti-Rosas Koalition José Fructuoso Rivera und General José Maria Paz kümmerte, war er sehr gefragt.
1841 konnte General Paz die Rosas-Truppen, die in Corrientes eindrangen, schlagen.
Bonpland baute in dieser Zeit auch Santa Ana wieder auf. Er lebte nun mit der indigenen Victoria Cristaldo zusammen, mit der er drei Kinder haben würde. Am 15. März 1843 wurde die Tochter Carmen in Santa Ana geboren – Bonpland war inzwischen 70 Jahre alt. Die Söhne kamen in San Borja auf die Welt, Victoriano-Amado, genannt Amadito, am 9. September 1845 und Anastasio 1847.
Da die Rosas-Truppen wieder in einigen Schlachten erfolgreich waren, musste sich Bonpland Ende 1843 nach San Borja zurückziehen, er versuchte aber seine Estancia in Santa Ana weiter zu bewirtschaften. 1844 führte er in San Borja wieder Pockenimpfungen durch (nach Schätzungen starben in Europa in dieser Zeit ca. 400.000 Menschen jährlich an Pocken). Ende 1847 besiegten Rosas-Truppen ein letztes Mal Truppen aus Corrientes. Rosas erhielt den Auftrag einer zentralen argentinischen Regierung, was Bonpland dazu zwang, sich weitgehend aus der Provinz Corrientes fernzuhalten.

### Reise in Südbrasilien und Besuche in Montevideo (1850–1851)
Im Jahr 1849 waren für Bonpland auf Grund der politischen Lage Argentinien und Uruguay als Betätigungsfeld verschlossen. Als Pedro Rodrigues Chaves, einer der reichsten Großgrundbesitzer der südbrasilianischen Provinz Rio Grande do Sul, San Borja besuchte, vereinbarte er mit diesem zwei Projekte. Er sollte diesem mehrere hundert Merino-Schafe nach Santa Cruz, etwa 350 Kilometer von San Borja entfernt in Richtung Porto Alegre liefern. Außerdem sollte er in der dort entstehenden Kolonie prüfen, ob eine profitable Produktion von Mate-Tee möglich sei. Der jetzt 75-jährige Bonpland brach mit einigen Helfern am 11. Februar 1849 auf. Sie trieben eine Herde von 400 Schafen, 100 Stuten, 6 Ochsen und 14 zugerittenen Pferden. Für den Transport ihres Gepäcks nutzten sie Ochsenkarren. Nach 25 Tagen erreichten sie Santa Cruz und konnten die Herde abliefern.
In der Kolonie waren bereits deutsche Siedler, die unter Leitung des Hamburger Kaufmanns Peter Kleudgen standen, dabei, Schneisen – sogenannte Picaden – in den Wald zu schlagen. Bonpland sah, dass bei der Rodung der Grundstücke keine Rücksicht auf Mate-Bäume genommen wurde. Deshalb bewarb er sich selbst für eine Grundstückszuteilung. Während über die Zuteilung entschieden wurde, reiste er auf dem nahe gelegenen Rio Jacuí nach Porto Alegre, wo er Briefe von dem befreundeten Botaniker Alire Raffeneau-Delile erhielt. Er selbst verfasste Briefe an seinen Bankier Delessert und an Alfred Demersay, der ihn vor der Abreise in San Borja besucht hatte. Da er von Porto Alegre seinen Lebensnachweis nicht nach Frankreich schicken konnte, reiste er per Schiff die Küste hinunter nach Montevideo, wo ein sechs Jahre alter Brief von Humboldt auf ihn wartete. Im November 1849 nach Santa Cruz zurückgekehrt, erfuhr er, dass die zugeteilten Grundstücke jetzt viel kleiner waren, als vorher angegeben und deshalb für sein Projekt nicht geeignet waren. Mit Chaves und anderen Partnern stellte er daraufhin einen Antrag auf eine Mate-Musterfarm und reiste enttäuscht nach San Borja zurück. Das Musterfarmprojekt wurde nie realisiert, stattdessen wurden immer mehr Kolonisten angeworben und die angebotenen Grundstücke wurden immer kleiner.
Im Sommer 1850 reiste Bonpland, auf einem Schiff den Rio Uruguay hinunter, erneut nach Montevideo. Unterwegs besuchte er einige Großgrundbesitzer. So zum Beispiel den Engländer Campbell, der 27.000 Merino-Schafe hielt, und den Gouverneur der Provinz Entre Ríos Justo José de Urquiza. Dieser sammelte gerade die Gegner von Juan Manuel de Rosas um sich, da dessen autoritäre Steuer-Politik seine Interessen als Großgrundbesitzer beeinträchtigte.
In Montevideo angekommen, erfuhr Bonpland, dass sein Bruder Michel-Simon im Februar 1850 gestorben war. Er schrieb an seine Schwester Olive, der er Ratschläge für die Verwaltung der Hinterlassenschaft seines Bruders gab. An seinen Botaniker-Kollegen Charles François Brisseau de Mirbel schickte er Samen der Riesen-Seerose, die er Maiz de léau nannte, die in England aber inzwischen den Namen Victoria regia bekommen hatte. Auf der Rückreise nach San Borja besuchte Bonpland erneut Urquiza, der ihn als Militärarzt für seine Truppen, in denen gerade eine Ruhr-Epidemie ausgebrochen war, anheuerte. Bonpland behandelte die Soldaten mit einem Elixier auf Basis der Granadilla-Pflanze und kehrte anschließend nach San Borja zurück, um sich um seine Anpflanzungen dort zu kümmern.

### Die letzten Jahre (1852–1858)
Am 3. Februar 1852 fand die Schlacht zwischen den Truppen Urquizas und Rosas, mit zusammen mehr als 45.000 Soldaten, am Monte Caseros statt. Rosas Truppen verloren die Schlacht und Urquiza wurde Präsident von Argentinien.
Neuer Gouverneur in der Provinz Corrientes wurde Gregorio Pujol, der Bonpland bat, ihm mit Konzepten und Ratschlägen zur Seite zu stehen. Bonpland riet dazu, Mate-Vorkommen zu pflegen und neue Plantagen anzulegen und ein landwirtschaftliches Mustergut aufzubauen, in dem moderne Anbauweisen ausprobiert und vorgeführt werden sollten. Er verfasste eine Abhandlung mit dem Titel „Über die Zweckmäßigkeit der Einführung eines neuen Systems zur Herstellung von Yerba-Mate“, die später sogar ins Deutsche übersetzt wurde.
In San Borja wurde er im August 1853 in die Freimaurerloge „Cordialidade no Oriente“ aufgenommen. Er verlegte sein Hauptbetätigungsfeld aber von San Borja nach Santa Ana in Corrientes. Dezember 1853 bis Ende März 1854 verbrachte er wieder in Montevideo. Von ihm gelangten nun mehr Informationen nach Europa. In einem Briefwechsel mit Humboldt erinnerten sich die beiden alten Männer an ihre gemeinsamen Abenteuer. In Deutschland wurde seit Januar 1853 eine Zeitschrift mit dem Titel Bonplandia herausgegeben und zur gleichen Zeit war in Montevideo der preußische Konsul Friedrich von Gülich eingetroffen, der fleißig Informationen sammelte. Und sowohl Humboldt als auch Gülich gaben viele Informationen an die Zeitschrift weiter.
Bonpland erhielt in Montevideo auch eine neue Aufgabe. Der französische Konsul Martin-Maillefer hatte aus Paris den Auftrag bekommen, eine Liste von Pflanzen zusammenzustellen, die für den Anbau in Algerien geeignet erschienen. Maillefer delegierte die Aufgabe an Bonpland. Bonpland übergab mit der Liste zusätzlich Kisten mit entsprechendem Saatgut. Seinen Lebensunterhalt bestritt er vom Verkauf seiner landwirtschaftlichen Erzeugnisse und seiner Tätigkeit als Arzt. Er betrieb auch weiterhin botanische und geologische Studien, über die er auch Humboldt ausführlich berichtete.
Bonpland besaß ein Landgut in Brasilien in São Borja, auf der östlichen Seite des Río Uruguay, der dort die Grenze zwischen Argentinien und Brasilien bildet. Es lag rund 200 km den Río Uruguay flussaufwärts nordöstlich von Santa Ana. Dort kultivierte er im Jahr 1853 ungefähr 2,2 Hektar Landfläche. In São Borja hatte er unter anderem 1.600 Orangenbäume gepflanzt. Sein Landgut in Santa Ana, das er mit Tagelöhnern bewirtschaftete, war wesentlich größer. Es hatte, so schrieb Bonpland im Jahr 1854, „fünf Meilen Ausdehnung und ist mit ausgezeichneten Weiden bedeckt, die von den Wassern des Uruguay gebadet, von kleinen Flüsschen durchschnitten und durch drei fischreiche Seen verschönert sind.“ Diese Ländereien umfassten eine Fläche von beachtlichen 100 km2. Dort bewirtschaftete er im Jahr 1853 ungefähr drei Hektar als Ackerland. Auf den „ausgezeichneten Weiden“ hielt Bonpland im selben Jahr ungefähr 2.000 Schafe, von denen viele, so schrieb er an Humboldt, „reine Merinos der edelsten Race sind“.
Wie Humboldt, engagierte sich auch Bonpland für die Erhaltung der Waldressourcen. Er experimentierte mit Maniok und verschiedenen Kartoffelsorten aber auch mit der Heilpflanze Mirabilis jalapa und auf seinen Seen in Santa Ana mit der Victoria cruziana, die er „Wassermais“ nannte. Er kreuzte Merinos und „Mestizen-Schafe“, um sie an das lokale Klima anzupassen. In der zuvor als wenig fruchtbar angesehenen Gegend bemühte er sich um eine nachhaltige, nach heutigen Begriffen ökologische Landnutzung. Nicht ganz zu Unrecht bezeichnete ihn die Ethnologin Ulrike Prinz als „Prä-Hippie“.
Im Herbst 1854 ernannte Gouverneur Pujol Bonpland zum Direktor eines naturkundlichen Museums, das in der Hauptstadt Corrientes gegründet werden sollte. Bonpland versprach, am Aufbau dieses Museums mitzuwirken und dafür Teile seiner Sammlungen zu spenden. Im Herbst 1855 unternahm er mit seinem jungen Diener José Maria seine letzte Reise nach Montevideo. Bonpland war Ehrengast bei einer Feier der französischen Gemeinde in Montevideo, die den Fall von Sewastopol im Krimkrieg feierte. Er führte wieder eine umfangreiche Korrespondenz und erhielt von Konsul Gülich die ersten drei Jahrgänge der Zeitschrift Bonplandia.
Zurück in Santa Ana brachte er die Reste seines Hausrats und seine Sammlungen von San Borja in den Ort Restauración (heute Paso de los Libres), wo er Lagerräume besaß. Im Oktober 1856 überführte er Teile seiner Sammlungen in das Museum nach Corrientes. Pujol unterstütze die Aktion mit einer Eskorte und einem Planwagen. In einem Dekret überschrieb Pujol Aimé Bonpland am 25. November 1856 das große Landgut in Santa Ana, das er bis zu diesem Zeitpunkt als Erbpacht genutzt hatte.
Gegenüber Pujol setzte sich Bonpland mit Nachdruck für die indigene Bevölkerung ein, die vor den Weißen in unzugänglichere Regionen geflohen war. Bonplands Ziel war es, sie wieder in die Wirtschaft von Corrientes, besonders in den Anbau von Yerba Mate, zu integrieren: „Sie sind gutmütig, fleißig und in den Yerba-Mate-Wäldern aufgewachsen, wohin sie gerne zurückkehren würden.“
Über das hohe Ansehen des Botanikers berichtete die Bonplandia: „Der friedliche Landmann, der Philosoph, ist noch einmal National-Ökonom, den Mächtigen der Welt nahe gestellter, thätig eingreifender Staatsbürger geworden.“ Sein Landsitz in Santa Ana wurde, in Anspielung auf den reichen Villenvorort des alten Rom, als Bonplands „Tusculum“ bezeichnet. Dort wurde er am 17. April 1858 von dem Lübecker Arzt Avé-Lallemant besucht, der gerade Brasilien bereiste. Avé-Lallemant berichtete in Briefen an Alexander von Humboldt von seinem Besuch bei dem 84-Jährigen, wobei er dessen recht rustikale, „indianische“ Lebensweise schilderte und feststellte, dass dieser ihm sehr gebrechlich erschien.
Über diesen Besuch veröffentlichte Avé-Lallemant insgesamt drei verschiedene Texte. Vor allem mit seinem letzten Bericht, der 1872 publiziert wurde, hat Avé-Lallemant das Bild des alten Bonpland in Europa bis in die heutige Zeit negativ geprägt. Denn darin stellte er den Botaniker als verarmt, verbittert und neidisch gegenüber Alexander von Humboldt dar. Dieser Bericht wurde von vielen Bonpland- und Humboldt-Biografen aufgegriffen. So schrieb z. B. die Humboldt-Biografin Lotte Kellner 1963 fälschlicherweise über Bonpland: „Er hat es sogar aufgegeben, mit Messer und Gabel zu essen“. Und sie meint dann: „Obwohl seine Freundschaft mit Humboldt niemals versiegte, hegte er doch eine gewisse Eifersucht gegenüber dem Gefährten, dessen Leben solch einen anderen Verlauf genommen hatte.“ Der Humboldt-Biograf Douglas Botting konstatierte 1973: Bonpland „starb unbetrauert und unbesungen“, und er habe einen „wenig bemerkenswerten Beitrag zu den von Humboldt und Bonpland veröffentlichten Werken geleistet.“ Vor allem aber waren Avé-Lallemants Berichte die Quelle für das Gerücht, dass Bonpland arm und mittellos in Südamerika verstorben sei, ein Gerücht, das angesichts von Bonplands Grundbesitz, auf dem er mehrere Arbeiter beschäftigte, und seiner jährlichen Staatsrente von 3000 Franc ganz sicher nicht zutraf.
Dreieinhalb Wochen nach Avé-Lallemants Besuch verstarb Bonpland am 11. Mai 1858. Humboldt erfuhr erst am 5. August 1858 von dessen Tod. Er hatte ihm am 10. Juni noch einen Brief geschrieben, der mit der Versicherung endete: „daß es niemanden auf dieser Erde gibt, der Dir von Herz und Seele mehr zugetan ist, als ich.“

## Aktuelles
Während in Deutschland Bonplands 250. Geburtstag im Jahr 2023 nahezu unbeachtet blieb, wurde das Ereignis in Bonplands Geburtsstadt La Rochelle und insbesondere in vielen südamerikanischen Städten gefeiert. Das Muséum d’histoire naturelle von La Rochelle zeigte die Ausstellung „Sur les traces d’Aimé Bonpland, botaniste explorateur“ (Auf den Spuren von Aimé Bonpland, Botaniker und Entdecker). In Argentinien und Paraguay wurde als Ergänzung zur „ruta de la yerba mate“ und zur „ruta jesuitica“ die „ruta Amado Bonpland“ geschaffen. Reisende können hier Stätten besichtigen, die in Bonplands Leben von Bedeutung waren. Dauerhafte Ausstellungen zu Bonpland gibt es im „Museo de Ciencias Naturales“ in Corrientes und im „Museo Aimé Bonpland“ in Santa Maria de Fe, dem Ort in Paraguay, in dessen Nähe Bonpland fast 10 Jahre gefangen gehalten wurde.

## Ehrungen
Im Jahr 1857 wurde Bonpland zum Mitglied der Gelehrtenakademie Leopoldina sowie zum korrespondierenden Mitglied der Académie des sciences gewählt. Seit 1808 war er korrespondierendes Mitglied der Bayerischen Akademie der Wissenschaften.
Dedikationsnamen:
- Die Pflanzengattung Bonplandia Cav. aus der Pflanzenfamilie der Sperrkrautgewächse (Polemoniaceae)[50]
- Die Orchideenart Ornithocephalus bonplandii Rchb.f. (heute teilweise als Synonym von Ornithocephalus gladiatus angesehen)
- Harrisia bonplandii (J.Parm. & Pfeiff.) Britton & Rose, eine südamerikanische Art aus der Familie der Kakteengewächse
- Der Kalmar Grimalditeuthis bonplandi

Weitere Benennungen zu seinen Ehren:
- Der Asteroid (9587) Bonpland
- Der Mondkrater Bonpland
- Die Bonpland-Straße in Buenos Aires
- Pico Bonpland, ein Berg in den venezolanischen Anden
- Die von 1853 bis 1862 im Verlag von Carl Rümpler in Hannover verlegte botanische Fachzeitschrift Bonplandia

## Schriften
- 1805: Essai sur la géographie des plantes. Mitautor: Alexander von Humboldt.
  - Englische Neuübersetzung: Essay on the Geography of Plants. The University of Chicago Press, 2009, ISBN 978-0-226-36066-9.
- 1813: Description des plantes rares cultivées à Malmaison et à Navarre. Imprimerie de P. Didot, Paris.
- 1816: Monographie des Melastomacées comprenant toutes les plantes de cet ordre y compris les Rhexies. 2 Bde. Librairie Grecque-Latine-Allemande, Paris.

### Sachbücher
- Stephen Bell: A Life in Shadow. Aimé Bonpland in Southern South America, 1817–1858. Stanford University Press, Stanford 2010, ISBN 978-0-8047-5260-2 (englisch).
- Alphonse Brunel: Biographie d’Aimé Bonpland. Rignoux Imprimeur de la Faculté de Médecine, Paris 1859 (französisch).
- Alphonse Brunel: Biographie d’Aimé Bonpland: compagnon de voyage et collaborateur d’Al. de Humboldt. troisiéme édition. L. Guérin & Cie., Paris; Trubner & Co., London; Lastaria y Cia., Montevideo, 1871 (französisch).
- Cédric Cerruti: L’américanisme en construction: une pré-histoire de la discipline d’après l’expérience du naturaliste Aymé Bonpland (1773–1858). Université de La Rochelle, 2012 (französisch).
- Philippe Foucault: Le pêcheur d’orchidées. Aimé Bonpland. 1773–1858. Éditions Seghers, Paris 1990, ISBN 2-232-10291-2 (französisch).
- Ernest Théodore Hamy: Aimé Bonpland, médecin et naturaliste, explorateur de l’Amérique du Sud. Sa vie, son oeuvre, sa correspondance. Librairie Orientale & Américaine E. Guilmoto, Paris 1906 (französisch).
- Ilse Jahn (Hrsg.): Geschichte der Biologie. Theorien, Methoden, Institutionen, Kurzbiographien. Directmedia Publishing, 2006, ISBN 3-89853-538-X (1 CD-ROM).
- Hans Walter Lack: Alexander von Humboldt und die Botanische Erforschung Amerikas. Prestel Verlag, München, London, New York 2018, ISBN 978-3-7913-8414-6.
- Hans Walter Lack: Jardin de la Malmaison: Ein Garten für Kaiserin Josephine. Prestel Verlag, München, London, New York 2004, ISBN 3-7913-3050-0.
- Karl Mägdefrau: Geschichte der Botanik. Fischer, Frankfurt/M. 1992, ISBN 3-437-20489-0.
- Heinz Schneppen: Aimé Bonpland. Humboldts vergessener Gefährte? (= Berliner Manuskripte zur Alexander-von-Humboldt-Forschung. Band 14). 2. Auflage. Alexander-von-Humboldt-Forschungsstelle der Berlin-Brandenburgischen Akademie der Wissenschaften, Berlin 2002.

### Aufsätze
- Frank Holl: Vergesst Aimé Bonpland nicht! Eine Würdigung. 2022 (PDF-Datei; 778 kB) in: Goethezeitportal.de.
- Frank Holl: Konträre Sichtweisen auf Aimé Bonpland. Eine Erwiderung auf Irene Prüfer Leskes Kritik. 2025 (PDF-Datei; 532 kB) in: Goethezeitportal.de.
- Irene Prüfer Leske: Wie stand es nun wirklich um Bonpland? Kritische Überlegungen zu Frank Holls Untersuchung zu Bonpland, seiner Beziehung zu Alexander von Humboldt und der Darstellung der letzten Tage von Bonpland durch Avé-Lallemant. HiN XXII 43, 2021.
- Alicia Lourteig: Aime Bonpland. Bonplandia (Corrientes) 3 (1977), S. 269–317.
- Carl Wach: Aimé Bonpland, in: Eduard Otto (Hrsg.): Hamburger Garten- und Blumenzeitung, 14. Jg., Robert Kittler, Hamburg 1858, S. 417–426.
- Jason Wilson: The Strange Fate of Aime Bonpland. London Magazine (Apr.-May 1994), S. 36–48.

### Belletristik
- R. Bouvier, E. Maynial: Der Botaniker von Malmaison. Aimé Bonpland, ein Freund Alexander von Humboldts. Lancelot Verlag, Neuwied/Rhein 1949.
- Luis Gasulla: El Solitario de Santa Ana. Buenos Aires 1978 (spanisch).
- Daniel Kehlmann: Die Vermessung der Welt. Rowohlt, Reinbek 2005, ISBN 3-498-03528-2 (eine fiktive Doppelbiographie von Carl Friedrich Gauß und Alexander von Humboldt mit Bezügen zu Bonpland).